# 청두 그린랜드 타워
청두 그린랜드 타워는 중화인민공화국 청두에 공사중인 마천루이다. 2019년 초반부터 2020년 중반까지 공사가 중단되었었다. 이 건물은 그린랜드 그룹 청두 지사로 건설되며 청두에서 가장 높은 건물이되고 2021년 3월 29일 기준으로 364.9m까지 올라왔다. 중간에 68M층, 101M층이 포함되어 사실상 103층으로 봐도 무방하다. 2023년 초반 공사가 다시 중단되었다. 이로인하여 2024년 완공계획도 백지화 되어버렸다.

## 같이 보기
- 중화인민공화국의 마천루 목록
- 100층 이상의 마천루 목록